# Dubring

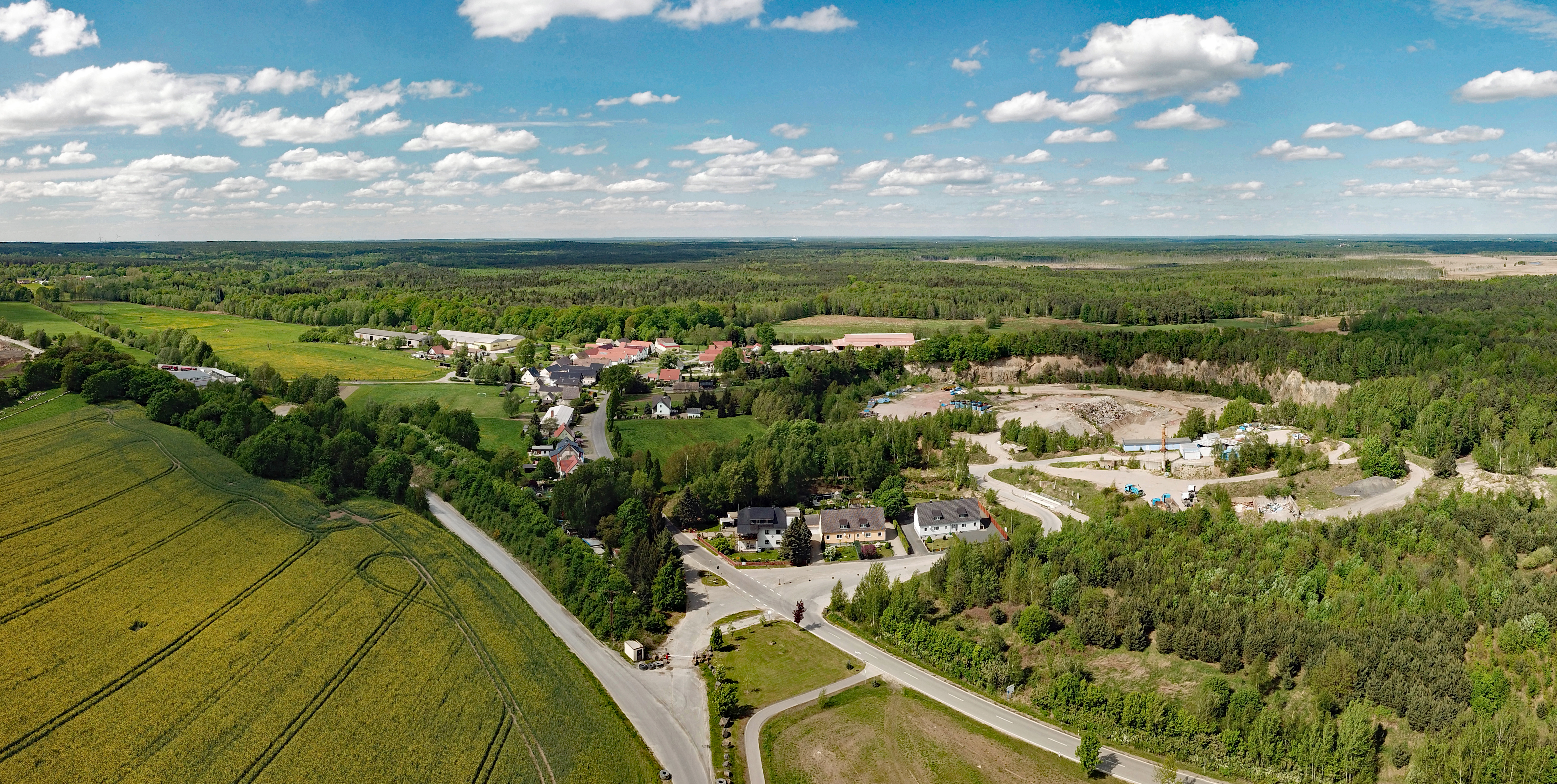
Luftbildpanorama

Dubring, obersorbisch Dubrjenkⓘ, ist ein Ortsteil der Stadt Wittichenau im Landkreis Bautzen in Sachsen. Der Ort liegt im anerkannten sorbischen Siedlungsgebiet.

## Lage
Dubring liegt in der Oberlausitz am Vincenzgraben. Umliegende Ortschaften sind die Stadt Wittichenau im Osten, Saalau im Südosten, Sollschwitz im Süden sowie die zur Gemeinde Oßling gehörenden Ortsteile Liebegast ebenfalls im Süden, Oßling im Südwesten und Scheckthal im Westen. Nördlich von Dubring befindet sich das Dubringer Moor. Im Moor liegt das Versunkene Schloss, eine Fluchtburg der Billendorfer Kultur.
Südlich von Dubring verläuft die sächsische Staatsstraße 95 von Kamenz nach Wittichenau.

## Geschichte
Dubring wurde im Jahr 1308 als Dubrinc urkundlich erwähnt. Der Ortsname stammt vom sorbischen Wort dub für „Eiche“ und bedeutet so viel wie „Eichenwald“. Im Laufe der Zeit änderte sich der Name von Doberingk (1486) über Dobryngk (1518) und Dubrängk (1600) zum heutigen Dubring im Jahr 1768. Im Jahr 1936 wurde der Ort im Zuge der nationalsozialistischen Germanisierung sorbischstämmiger Ortsnamen in Eichhain umbenannt; diese Benennung wurde 1947 wieder rückgängig gemacht.
Die ursprüngliche Kapelle in Dubring wurde im Jahr 1964 renoviert und 1983 abgerissen. Das Baujahr der Kapelle ist unbekannt, die einfache Bauart deutete allerdings auf ein sehr altes Gebäude hin. Bereits zum 1. Mai 1946 wurde die Kantine des nahegelegenen Steinbruchs als Kapelle eingerichtet, dieses Gebäude wurde jedoch 1985 ebenfalls abgerissen. Im Jahr 1983 begannen die Bauarbeiten für eine neue Kapelle, am 24. Mai 1985 wurde die neue Kapelle geweiht. Am 27. Mai 2010 wurde das 25. Weihejubiläum gefeiert, wofür die Kapelle zuvor grundlegend saniert worden war.
Nach dem Wiener Kongress kam Dubring im Jahr 1815 an das Königreich Preußen. Dort lag der Ort bis zum 8. Juli 1945 im Regierungsbezirk Liegnitz. Die Gemeinde wurde am 25. Juli 1952 dem neu gebildeten Kreis Hoyerswerda im Bezirk Cottbus zugeordnet. Nach der Wende lag Dubring im Landkreis Hoyerswerda in Sachsen. Am 1. Januar 1994 wurde Dubring wurde nach Wittichenau eingemeindet. Vom 1. Januar 1996 bis zum 31. Juli 2008 lag Dubring im Landkreis Kamenz, seit der sächsischen Kreisreform vom 1. August 2008 liegt der Ort im Landkreis Bautzen.

## Bevölkerung
Für seine Statistik über die sorbische Bevölkerung in der Oberlausitz ermittelte Arnošt Muka im Jahr 1884 eine Bevölkerungszahl von 124 Einwohnern, alle waren Sorben. Ernst Tschernik zählte im Jahr 1956 einen sorbischsprachigen Bevölkerungsanteil von nur noch 32,1 %.
Dubring zählt zum katholischen obersorbischen Kernsiedlungsgebiet und gehört zur Pfarrgemeinde Wittichenau.

## Nachweise
1. ↑  Dubring im Historischen Ortsverzeichnis von Sachsen Abgerufen am 12. Mai 2017
2. ↑  Katholische Pfarrgemeinde St. Mariä Himmelfahrt Wittichenau: Dubring. In: st-mariae-himmelfahrt-wittichenau.de. Abgerufen am 12. Mai 2017.
3. ↑  Dubring in der Datenbank des Vereins für Computergenealogie. Abgerufen am 12. Mai 2017.
4. ↑  Ernst Tschernik: Die Entwicklung der sorbischen Bevölkerung. Akademie-Verlag, Berlin 1954, S. 90.
5. ↑  Ludwig Elle: Sprachenpolitik in der Lausitz. Domowina-Verlag, Bautzen 1995.